# 维尔茨堡主教座堂

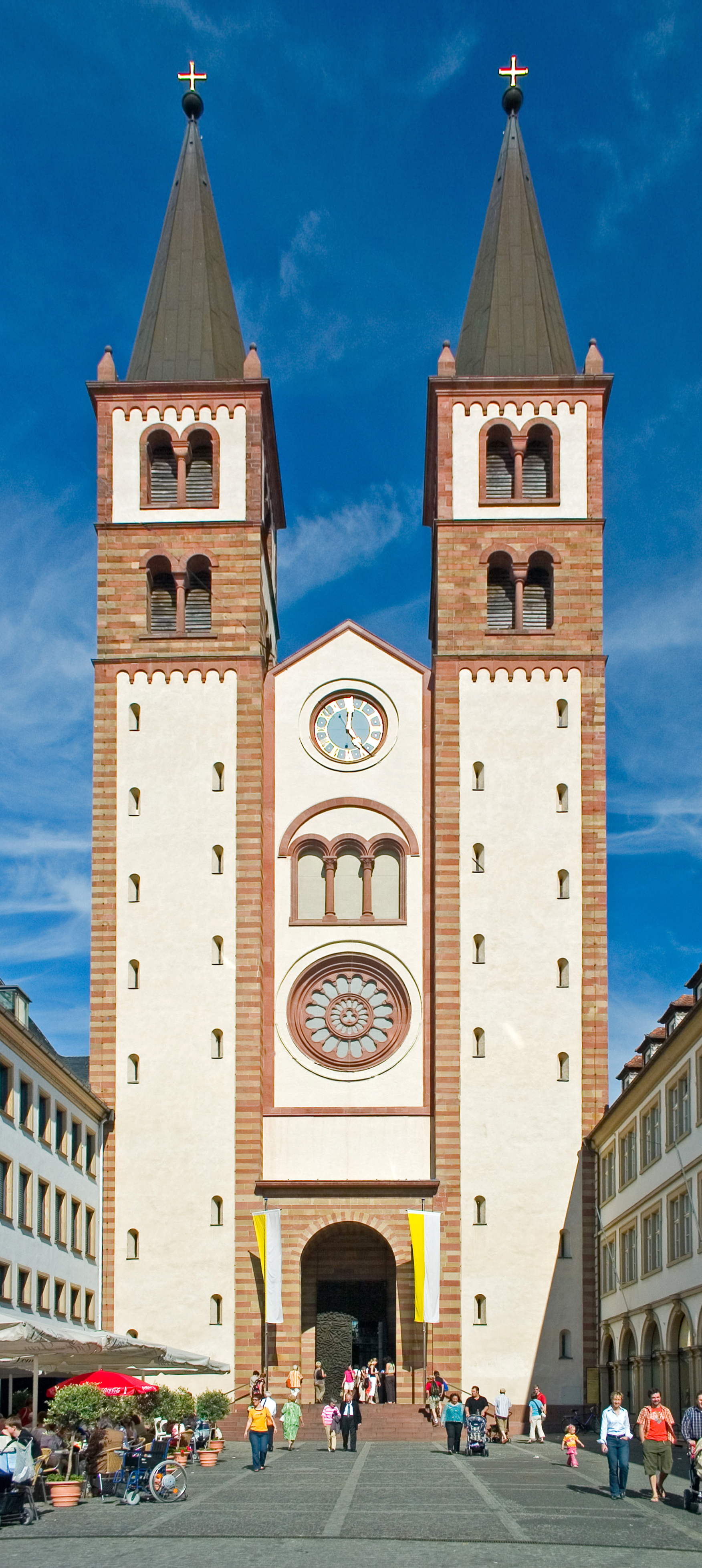
维尔茨堡主教座堂

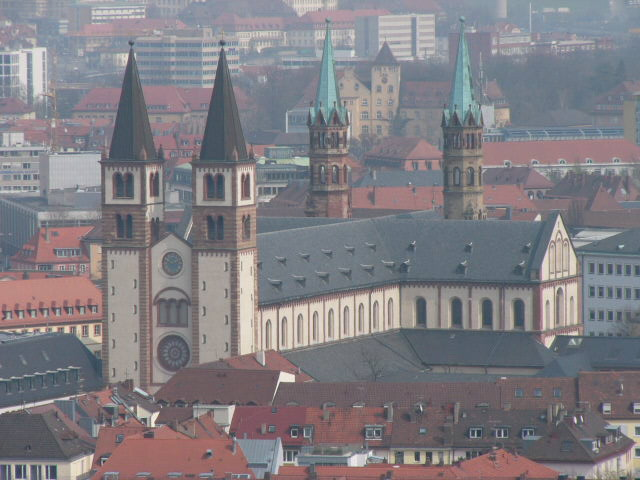

维尔茨堡主教座堂（德語：Würzburger Dom）是罗马天主教维尔茨堡教区的主教座堂，位于德国巴伐利亚州城市维尔茨堡，建于1040年，供奉圣基利安（Saint Kilian）。它全长105米，是德国第四大罗曼式教堂，德国法兰克尼亚王朝时期建筑的杰作。
堂内拥有丰富的艺术品。